# Physalis nicandroides
Physalis nicandroides ist eine Pflanzenart aus der Gattung der Blasenkirschen (Physalis) in der Familie der Nachtschattengewächse (Solanaceae).

## Beschreibung
Physalis nicandroides ist eine 1 bis 2 m hohe, krautige Pflanzen. Stängel, Blattstiele und Blütenstiele sind mit weniger als 1 mm langen, drüsigen Trichomen behaart. Die Blattspreiten sind grob geschwungen gezähnt bis schwach gewinkelt-gelappt und eiförmig. Sie sind nach vorn spitz oder zugespitzt, die Basis ist spitz bis fast herzförmig. Beide Blattflächen sind drüsig behaart. Die größeren Laubblätter erreichen eine Länge von 6,5 bis 20 cm und werden 3 bis 10 cm breit. Die Blattstiele erreichen eine Länge von 2 bis 6,5 cm.
Die Blüten stehen einzeln an 2 bis 4 mm langen Blütenstielen. Der Kelch ist zur Blütezeit 5 bis 6,5 mm lang und ist mit anstehenden, drüsigen Trichomen besetzt. Die Kelchzipfel sind pfriemförmig, lang zugespitzt und 3 bis 4,5 mm lang. Die Krone ist weiß, grünlich weiß oder gelblich, 4 bis 8 mm lang und besitzt einen gefleckten Kronsaum, der jedoch oftmals verblasst. Er ist 6 bis 8 mm breit und innen behaart. Die Staubfäden sind 2 bis 2,5 mm lang, die Staubbeutel sind blau getönt oder gelblich und 1,5 bis 2 mm lang.
Die Fruchtkelche sind stark fünfwinkelig, behaart, netzartig gezeichnet und 3 bis 4,5 cm lang, sowie 2 bis 4 cm breit. Die Fruchtstiele sind kurz und dick, etwa 5 bis 10 mm lang und 1,5 bis 1,7 (selten nur 1) mm dick. Die Beere misst 12 bis 20 mm im Durchmesser.

## Vorkommen
Die Art kommt in Guatemala, Mexiko, Honduras und Costa Rica vor. Sie wächst in feuchten Dickichten und buschigen Berghängen, oftmals an felsigen Hängen, gelegentlich auch auf Kulturflächen. Sie ist in Höhenlagen zwischen 850 und 1830 m zu finden.